# نزف فجائي مبيضي
نزف فجائي مبيضي (بالإنجليزية: Ovarian apoplexy)‏ هي حدوث تمزق مفاجيء في المبيض في الغالب عند مكان كيسة مبيضية مما يؤدي إلى نزف في نسيج المبيض و/أو تدمي الصفاق.

## المرضية
في مبايض الامرأة الناضجة جنسياً، تنمو الحويصلات وتنضج بداخلها الخلايا البيضية لتجهيزها للتخصيب المحتمل. ومع تقدم دورة الطمث تبدأ بصيلة مهيمنة في الظهور، وفي منتصف الدورة الشهرية يصل حجمها الأقصى إلى حوالي 20mm. ثم تنفجر الحويصلة مطلقة الخلية البيضية (الإباضة).

## العلامات والأعراض
- ألم
- نزيف أو انصباب الدم في تجويف البطن، وقد يكون مُصاحَباً ب:
  - انخفاض في ضغط الدم
  - زيادة في معدل ضربات القلب
  - هبوط
  - رعشة
  - قيء
  - جفاف بالفم

## التصنيف
- النوع المؤلم
- النوع الدموي
- النوع المختلط

ولكن طبقاً للمعلومات الحديثة هذا التصنيف ليس كافياً لأنه لا يمكن حدوث نزف فجائي مبيضي بدون حدوث نزيف ولذلك تم وضع نظام باثولوجيا جديد حيث تم تقسيم الحالة وفقاً لشدتها إلى طفيفة، متوسطة وحادة (طبقاً لكمية الدم المفقود)

## التشخيص
الشكوى تظهر في منتصف أو في النصف الثاني من الحيض. أثناء الفحص السريري يوجد احتقان شديد في المبيض وأعراض إيجابية لتهيج الصفاق. في اختبار لعينة دم، قد يكون هناك انخفاض ملحوظ في نسبة الهيموجلوبين. فحص الحوض بالموجات فوق الصوتية.

## العلاج
يعتمد العلاج على نوع النزف الفجائي المبيضي وحدَّة النزيف في تجويف البطن، ولكن في أي الأحوال يجب علاج الحالة في المستشفى. في حالة وجود ألم بدون وجود انصباب للدم داخل تجويف البطن يمكن البدء في العلاج المحافظ، والذي يشمل الراحة بالسرير، مضادات التقلصات والعلاج الطبيعي. في حالة وجود أو عند الشك في وجود نزيف داخل تجويف البطن، الجراحة هي الحل عن طريق تنظير البطن أو الاستكشاف البطني. العلاجات الأخرى قد تشمل محاولات من
أجل إيقاف النزيف أو استئصال الجزء المصاب من المبيض. مع ذلك، في الحالات التي يكون فيها الضرر على المبيض كبير وشامل، عندها يكون من الضروري استئصال المبيض.